# Społeczny Instytut Ekologiczny

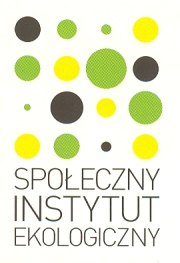
Logo SIE

Społeczny Instytut Ekologiczny (SIE) został założony w 1990 roku w Warszawie. Jest stowarzyszeniem non-profit (nr KRS 0000083414), należącym do grona organizacji pożytku publicznego oraz organizacji strażniczych. Jest członkiem Polskiej Zielonej Sieci, Koalicji na rzecz Rozwoju Rolnictwa Ekologicznego, Koalicji Klimatycznej oraz sieci PAN EUROPE. Instytut współpracuje także z Greenpeace i ANPED.

Cele Stowarzyszenia: wspieranie zrównoważonego rozwoju poprzez partnerstwo, współpracę i uczestnictwo, a także wpływanie na poprawę stanu środowiska naturalnego, propagowanie i realizowanie inicjatyw na rzecz ochrony środowiska oraz wspieranie takich inicjatyw podejmowanych przez organizacje o celach niezarobkowych.

Dla realizacji tych celów Stowarzyszenie, między innymi:
- współpracuje z instytucjami i organizacjami w kraju i za granicą o podobnych celach działania
- promuje i prowadzi różnorodne formy działania służące podnoszeniu świadomości społeczeństwa
- tworzy i prowadzi własne programy koncentrujące się na szeroko rozumianych zagadnieniach ekorozwoju
- organizuje spotkania, szkolenia i konferencje o tematyce związanej z ekorozwojem
- prowadzi działalność edukacyjną, informacyjną i wydawniczą
- opracowuje projekty, ekspertyzy, badania, prognozy i programy dotyczące zagadnień ekologicznych
- współpracuje z organami władzy publicznej, środkami masowego przekazu oraz podmiotami gospodarczymi
- uczestniczy w postępowaniach administracyjnych, sądowych i administracyjnosądowych w sprawach związanych z ochroną środowiska.

Lista prowadzonych projektów w ciągu ostatnich lat:
- Zielone Mosty Narwi
- Kurpiowski model bioróżnorodności rolniczej jako element ochrony zasobów genowych zwierząt gospodarskich i lokalnych odmian roślin in situ, wspomagający rozwój lokalnych społeczności
- Wirydarz Polski
- Ogrody Klasztorne – centra różnorodności biologicznej
- Nowe Sady Dawnych Odmian
- Genetycznie Modyfikowane Organizmy (GMO) zagrożeniem dla bioróżnorodności Polski
- Przykład energetycznego wykorzystania biomasy w warunkach miejskich
- Wykorzystanie biomasy do produkcji energii cieplnej w lokalnych kotłowniach
- Między Bugiem a Narwią. Partnerstwo na rzecz efektywności ekologicznej
- Wzorcowa sieć ekoturystyczna Między Bugiem a Narwią
- Gruzja – tworzenie grup producenckich

Instytut był twórcą pierwszej w Polsce sieci ekoturystycznej "Między Bugiem a Narwią" www.bugnarew.pl, aktywnie działającej na północnym Mazowszu oraz pierwszego kompleksowego systemu certyfikacji ekoturystycznej dla turystyki wiejskiej www.ekoturystykawpolsce.pl.
W latach 2001–2011 prezesem Instytutu była Ewa Ligęza-Sieniarska, od 2011 roku prezesem jest Tomasz Włoszczowski.